# Fenkenöd

Fenkenöd

Fenkenöd ist ein Gemeindeteil der Gemeinde Taufkirchen (Vils) im Landkreis Erding in Oberbayern.

## Lage
Die Einöde Fenkenöd liegt am Gänsöder Graben in der Gemarkung Hofkirchen 6,5 Kilometer südwestlich des Wasserschlosses Taufkirchen.

## Bevölkerungsentwicklung
Um 1871 gab es in Fenkenöd vier Einwohner. In der Nachkriegszeit des Zweiten Weltkriegs stieg die Bevölkerungszahl auf 17 Einwohner an. Im Mai 1987 lebten dort elf Einwohner in zwei Wohngebäuden.
| Jahr      | 1871 | 1925 | 1950 | 1970 | 1987 |
| Einwohner | 4    | 6    | 17   | 13   | 11   |